# Tibeti havasipinty
A tibeti havasipinty (Montifringilla henrici) a madarak (Aves) osztályának verébalakúak (Passeriformes) rendjébe, ezen belül a verébfélék (Passeridae) családja tartozó faj.

## Rendszerezése
A fajt Émile Oustalet francia zoológus írta le 1892-ben, az Eurhinospiza nembe Eurhinospiza Henrici néven. Szerepelt  a havasipinty (Montifringilla nivalis) alfajaként, mint Montifringilla nivalis henrici is.

## Alfajai
- Montifringilla adamsi adamsi Adams, 1859
- Montifringilla adamsi xerophila Stegmann, 1932[2]

## Előfordulása
Kínában, a kelet-tibeti fennsíkon honos. Természetes élőhelyei a magaslati sziklás környezet. Állandó, nem  vonuló faj.

## Megjelenése
Testhossza 15 centiméter.

## Életmódja
A faj magaslati sztyeppvidéken él a fák felett a hóhatárig; 2500–4500 méteren. Magvakkal és növényi anyagokkal táplálkozik, de  rovarokat és a pókféléket is fogyaszt.

## Természetvédelmi helyzete
Az elterjedési területe nagy, egyedszáma pedig stabil. A Természetvédelmi Világszövetség Vörös listáján nem fenyegetett fajként szerepel.